# Лугунци (община Велес)
 Тази статия е за селото в Северна Македония.  За селото в Гърция вижте Лугунци (дем Мъглен).  
Лугунци (на македонска литературна норма: Лугунци) е село в северния дял на община Велес, Северна Македония.

## География
Лугунци е разположено на рид, като средната му надморска височина е 437 м. Отдалечено е на 17 км от административния център град Велес. Землището на Лугунци е 11,9 км2, от които обработваемата земя е 665 ха, горите 331 xa, а пасищата са 118 xa. Жителите на селото се занимават със земеделие. Разположено по поречието на река Отовица.

## История
В „Етнография на вилаетите Адрианопол, Монастир и Салоника“, издадена в Константинопол в 1878 година и отразяваща статистиката на населението от 1873 година, Лугунци е посочено като село с 16 домакинства със 75 жители българи. Според статистиката на Васил Кънчов („Македония. Етнография и статистика“) от 1900 година Лугунци е населявано от 230 жители, всичките българи.
В началото на XX век цялото село е под върховенството на Българската екзархия. По данни на секретаря на екзархията Димитър Мишев („La Macédoine et sa Population Chrétienne“) в 1905 година в Лугунци има 176 българи екзархисти.
При избухването на Балканската война в 1912 година един човек е доброволец в Македоно-одринското опълчение.
След Междусъюзническата война в 1913 година селото попада в Сърбия.
На етническата си карта от 1927 година Леонард Шулце Йена показва Лугуница (Lugunica) като българско християнско село.
Според преброяването от 2002 година в селото живеят 10 жители, всички македонци.

## Личности
Родени в Лугунци
- Ангел Костов, македоно-одрински опълченец, 23-годишен, студент, щаб на 4 битолска дружина[8]

Починали в Лугунци
- Андрей Варналиев (1886 – 1906), български революционер от ВМОРО
- Атанас Петров (1885 – 1907), български революционер от ВМОРО
- Боби Стойчев (1872 – 1906), войвода на ВМОРО
- Герасим Мицов (? – 1906), български революционер от ВМОРО, четник на Боби Стойчев
- Колю Социалиста (? – 1906), български революционер от ВМОРО, от Неврокопско, четник при Панчо Константинов[9]
- Недко Варимесов (1870 – ?), български революционер
- Трйчо Иванов, български революционер, деец на ВМОРО, действал в 1915 година в източната част на Вардарска Македония с чета, вероятно под командването на Иван Бърльо[10]